# Ischnothyreus lanutoo
Ischnothyreus lanutoo là một loài nhện trong họ Oonopidae.
Loài này thuộc chi Ischnothyreus. Ischnothyreus lanutoo được Brian J. Marples miêu tả năm 1955.